# نیروی دریایی الجزایر
نیروی دریایی الجزایر (عربی: القوات البحرية الجزائرية) نیروی دریایی زیرمجموعه نیروهای مسلح ملی خلق الجزایر است، که در سال ۱۵۱۶ تأسیس شد.